# ジョン・ダニング (初代アシュバートン男爵)
初代アシュバートン男爵ジョン・ダニング（英: John Dunning, 1st Baron Ashburton、1731年10月18日 - 1783年8月18日）は、イギリスの政治家・貴族。
1780年4月に王権の議会への影響力行使の削減を求めるダニング動議を提出したことで知られる。姓はダニングの他、ダンニングとも表記される。

## 経歴

### 生い立ちと政界入りまで
1731年10月18日、ジョン・ダニングとその妻エリザベス(旧姓ジュドシャム)の間の子としてデヴォン州・アシュバートンに生まれる。
アシュバートンのグラマースクールを卒業した後、ミドルテンプルへ進学し、法廷弁護士資格を取得。1765年のリーチ・V・マネー(Leach v. Money)事件における一般逮捕状の合法性を巡る訴訟で優秀な弁護士として名を馳せた。

### 野党議員
1768年3月の総選挙でカーン選挙区から選出されてホイッグ党の庶民院議員となった。1768年6月から1770年1月にかけて初代グラフトン公ヘンリー・フィッツロイ内閣で法務次官を務めた。
下野後は大ピットの派閥に属し、アメリカ独立を防止するため、ジョージ3世やノース卿フレデリック・ノース内閣による対植民地弾圧政策に反対した。1774年には政府がボストン茶会事件の報復として制定したマサチューセッツ湾植民地の直轄化を定めた「マサチューセッツ政府法」に反対し、その演説の中でダニングは「この条例は『反抗せよ、さすれば汝らの喉首を切らん。黙従せよ。さすれば汝らに課税せん』と言っているのに等しい」と論じた。
1778年の大ピット死去後もその派閥を継承した第2代シェルバーン伯爵ウィリアム・ペティの派閥に属した。1780年4月6日にダニングは「ダニング動議」と呼ばれる以下の動議を提出した。
このダニング動議は233票対215票で可決された。これを受けて首相ノース卿は総辞職を申し出たが、国王はそれを却下した。しかしその後登院工作という政府の積極的な中立派議員取り込みの多数派工作があり、4月24日にダニングが提出した「請願が受け入れられない限り、議会解散を行うべきではない」とする動議は242対203で否決されている。そのため政府に対する決定的打撃にはならなかった。

### 閣僚
アメリカ独立戦争の敗北の影響で1782年2月に「アメリカにおける戦争終結の動議」が可決され、ノース卿内閣は総辞職した。アメリカ独立に前向きな第2代ロッキンガム侯チャールズ・ワトソン＝ウェントワースに組閣の大命を下すべき状況となったが、国王は新内閣がアメリカ独立に前のめりになることを恐れ、大命の条件としてシェルバーン伯派(アメリカ独立反対派)の入閣をロッキンガム侯に認めさせた。こうして成立した第2次ロッキンガム侯内閣にシェルバーン伯は内務大臣、ダニングはランカスター公領大臣として入閣した。
1782年3月27日に枢密顧問官、同年4月8日にはグレートブリテン貴族爵位デヴォン州におけるアシュバートンのアシュバートン男爵（Baron Ashburton of Ashburton in the county of Devon）に叙され、貴族院議員に転じた。
ロッキンガム侯の死去後のシェルバーン伯内閣にも留任し、引き続き内閣の法律顧問の役割を果たしたが、貴族院での役割は小さかった。シェルバーン伯退任後も国王の助言者として留任したが、1783年8月18日には死去した。爵位は次男リチャード・ダニングが継承したが、彼は子供を残さずに1823年に死去したため、爵位はそこで廃絶した。現在まで続くアシュバートン男爵位はジョンの妻エリザベス・ベアリングの甥にあたるアレグザンダー・ベアリングが1835年に叙されたものである。

## 爵位
1782年4月8日に以下の爵位に叙された。
- デヴォン州におけるアシュバートンの初代アシュバートン男爵（1st Baron Ashburton of Ashburton in the county of Devon）
(勅許状によるグレートブリテン貴族爵位)

## 家族
1780年3月31日にベアリング財閥の祖ジョン・ベアリングの娘エリザベス・ベアリングと結婚し、彼女との間に2子を儲けた。
- 長男ジョン・ダニング (1781-1783)
- 次男リチャード・ダニング（英語版） (1782-1823) - 第2代アシュバートン男爵位を継承